# Saint-Maur (Oise)
 Saint-Maur  es una comuna y población de Francia, en la región de Picardía, departamento de Oise, en el distrito de Beauvais y cantón de Grandvilliers.
Su población en el censo de 1999 era de 355 habitantes.
Está integrada en la Communauté de communes de la Picardie Verte .

## Demografía
| 303 | 331 | 302 | 250 | 308 | 355 |
| Para los censos de 1962 a 1999 la población legal corresponde a la población sin duplicidades (Fuente: INSEE [Consultar]) |     |     |     |     |     |